# 英戈·施泰因赫费尔
英戈·施泰因赫费尔（德語：Ingo Steinhöfel，1967年5月29日—），德国男子举重运动员。他曾代表东德、德国参加1988年、1992年、1996年、2000年和2004年夏季奥林匹克运动会举重比赛，其中1988年奥运会获得一枚银牌。